# Universidad Católica Andrés Bello
La Universidad Católica Andrés Bello (UCAB),  es una universidad privada con sede en Caracas, Venezuela, y con núcleos en Los Teques (estado Miranda), Puerto Ordaz (estado Bolívar) y Coro (estado Falcón). Es miembro de la Asociación de Universidades Confiadas a la Compañía de Jesús en América Latina (AUSJAL), y la dirigen padres jesuitas.

## Historia
Sus antecedentes se remontan a la dirección jesuita del Colegio Seminario de Santa Rosa de Lima en el año 1916, y luego al establecimiento del Colegio San Ignacio de Loyola en 1921 en la Esquina de Jesuitas, donde inició sus actividades el 26 de octubre de 1953. A partir de 1965, empieza a mudarse a su sede actual en Montalbán. 
Inicialmente fue creada y fundada con el nombre de Universidad Católica Venezolana o de Venezuela,  nombre que mantuvo hasta el 7 de julio de 1954, cuando el entonces Ministro de Educación autorizó la solicitud del Padre Carlos Guillermo Plaza, de agregar el nombre del destacado humanista venezolano Andrés Bello. 
De acuerdo con el QS World University Rankings, para el año académico 2019, la UCAB se encuentra en el puesto número 2 de Venezuela, 58 en la región y 801-1000 en el mundo.

## Institución

### Estudios de pregrado
En su sede de Caracas, la Universidad Católica posee las siguientes facultades y escuelas de pregrado:

#### Facultad de Ciencias Económicas y Sociales
- Escuela de Administración y Contaduría
- Escuela de Ciencias Sociales

- Escuela de Economía

#### Facultad de Humanidades y Educación
- Escuela de Comunicación Social

- Escuela de Educación

- Escuela de Filosofía
- Escuela de Letras
- Escuela de Psicología

#### Facultad de Derecho
- Escuela de Derecho

#### Facultad de Ingeniería
- Escuela de Arquitectura
- Escuela de Ingeniería Civil
- Escuela de Ingeniería Industrial
- Escuela de Ingeniería Informática
- Escuela de Ingeniería en Telecomunicaciones

#### Facultad de Teología
- Instituto de Teología para Religiosos (ITER)[9]

### Estudios de posgrado
En su sede de Caracas, la Universidad ofrece los siguientes estudios de posgrado:
- Área de Ciencias Administrativas y de Gestión
- Área de Humanidades y Educación
- Área de Derecho
- Área de Ciencias Económicas
- Área de Ingeniería
- Área de Teología

Adicionalmente, la Universidad ofrece estudios de Doctorado en Educación, Historia, Psicología, Ciencias Económicas y Derecho.

### Centros de investigación, estudio y actualización profesional

Centro Cultural Padre Carlos Guillermo Plaza s.j.

La Universidad Católica también posee una gran cantidad de instituciones dedicadas a la investigación, abarcando las más amplias áreas del conocimiento. Estas son:
- Consejo de Desarrollo Científico y Humanístico

- Instituto de Investigaciones Económicas y Sociales

- Instituto de Investigaciones Históricas

- Instituto de Investigaciones Jurídicas

- Centro de Derechos Humanos

- Centro de Investigaciones de Ingeniería

- Centro de Asesoramiento y Desarrollo Humano

- Centro de Investigación de la Comunicación

- Centro de Investigación y Formación Humanística

- Centro de investigaciones para la Educación, la Productividad y la Vida

- Núcleo de Estudios sobre la Delincuencia Económica

- Instituto de Teología para Religiosos (ITER-UCAB)

- Centro Internacional de Actualización Profesional (CIAP-UCAB)

## Organización y administración

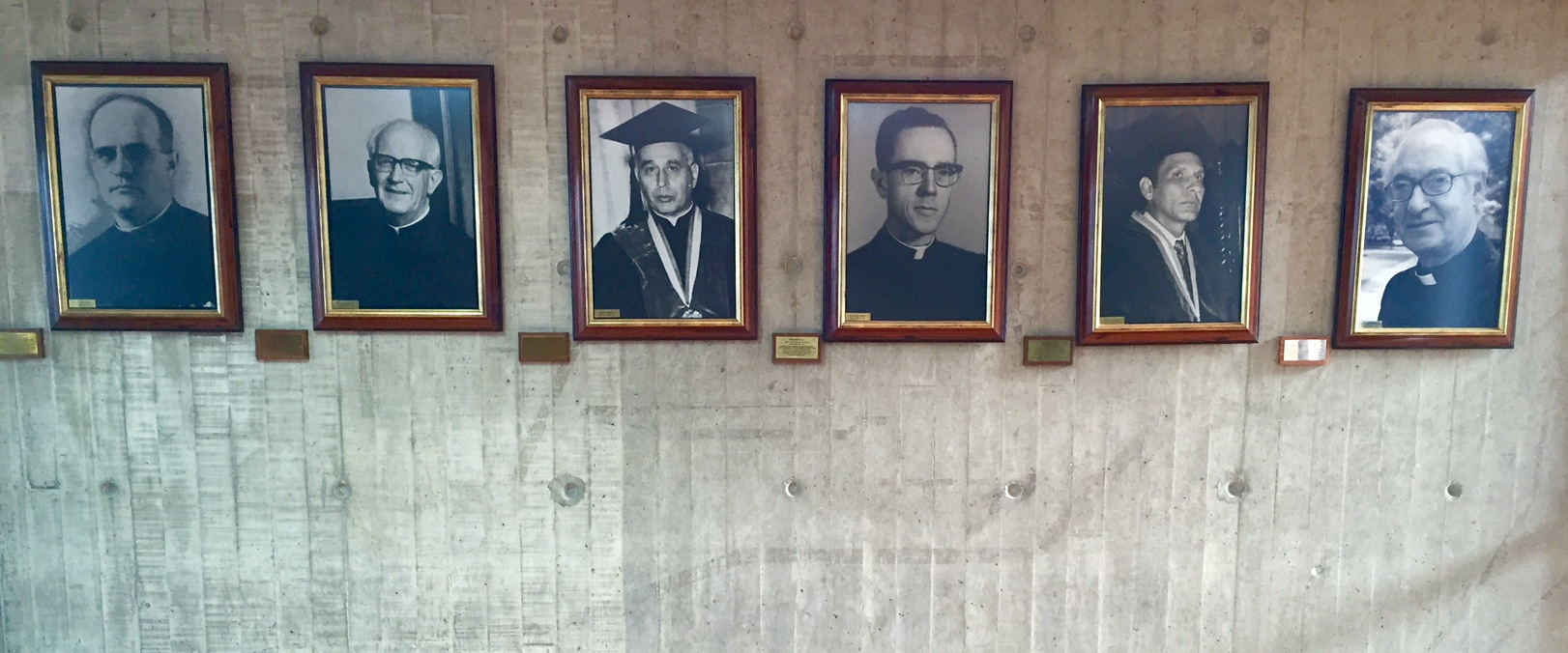
Retratos de los rectores de la institución (hasta 2010), en el edificio del Rectorado, en la sede de Caracas.

### Consejo Universitario
El Consejo Universitario de la Universidad Católica Andrés Bello, es el máximo órgano del gobierno universitario, estará integrado por el rector, quien lo presidirá; los vicerrectores; el secretario; los decanos; cuatro representantes de los profesores electos por estos; tres representantes de los estudiantes elegidos por los mismos; un representante designado por los egresados de la Universidad, y dos profesores nombrados por el Rector, ellos son:

#### Autoridades
- Rector: R.P. Dr. Arturo Ernesto Peraza Celis, S.J.
- Vicerrector Académico: Dr. José Francisco Juárez[11]
- Vicerrector Administrativo: Dr. Gustavo García
- Vicerrector Identidad, Desarrollo Estudiantil y Extensión Social: Prof. Néstor Luis Luengo
- Vicerrector de la Extensión Guayana: Dr. Jorge Luis Pernía Morales
- Secretaria General: Dra. Magaly Vásquez

#### Decanos
- Decano de la Facultad de Derecho: Prof. Jesús María Casal
- Decano de la Facultad de Ciencias Económicas y Sociales: Prof. Ronald Balza
- Decano de la Facultad de Humanidades y Educación: Prof. Luisa Angeluci
- Decana de la Facultad de Ingeniería: Prof. Mayra Narváez
- Decano de la Facultad de Teología: Prof. Manuel Teixeira

#### Profesores nombrados por el Rector
- Representante del Rector: Prof. Miguel Mónaco
- Representante del Rector: Prof. Laurence Quijada

#### Representantes de los Profesores
- Representante de los Profesores por la Facultad de Derecho: Prof. Marcos Carrillo - Escuela de Derecho
- Representante de los Profesores por la Facultad de Ciencias Económicas y Sociales: Prof. Daniel Lahoud - Escuela de Economía
- Representante de los Profesores por la Facultad de Ciencias Económicas y Sociales: Prof. Rebeca Alegría - Escuela de Administración y Contaduría
- Representante de los Profesores por la Facultad de Ciencias Económicas y Sociales: Prof. Guillermo Guzmán Mirabal - Escuela de Economía

#### Representante de los egresados
- Representante de los egresados: Abg. Pedro Luis Contreras Tirado - Facultad de Derecho

#### Representantes de los estudiantes
- Representante de los estudiantes por la Facultad de Ciencias Económicas y Sociales: Br. Alejandro Gavidia - Escuela de Economía[12]
- Representante de los estudiantes por la Facultad de Humanidades y Educación: Br. Diego Ávila Muskus - Escuela de Comunicación Social[12]
- Representante de los estudiantes por la Facultad de Derecho: Br. Isabela Rodríguez Stohr - Escuela de Derecho[12]

### Histórico de rectores
Sus rectores han sido:

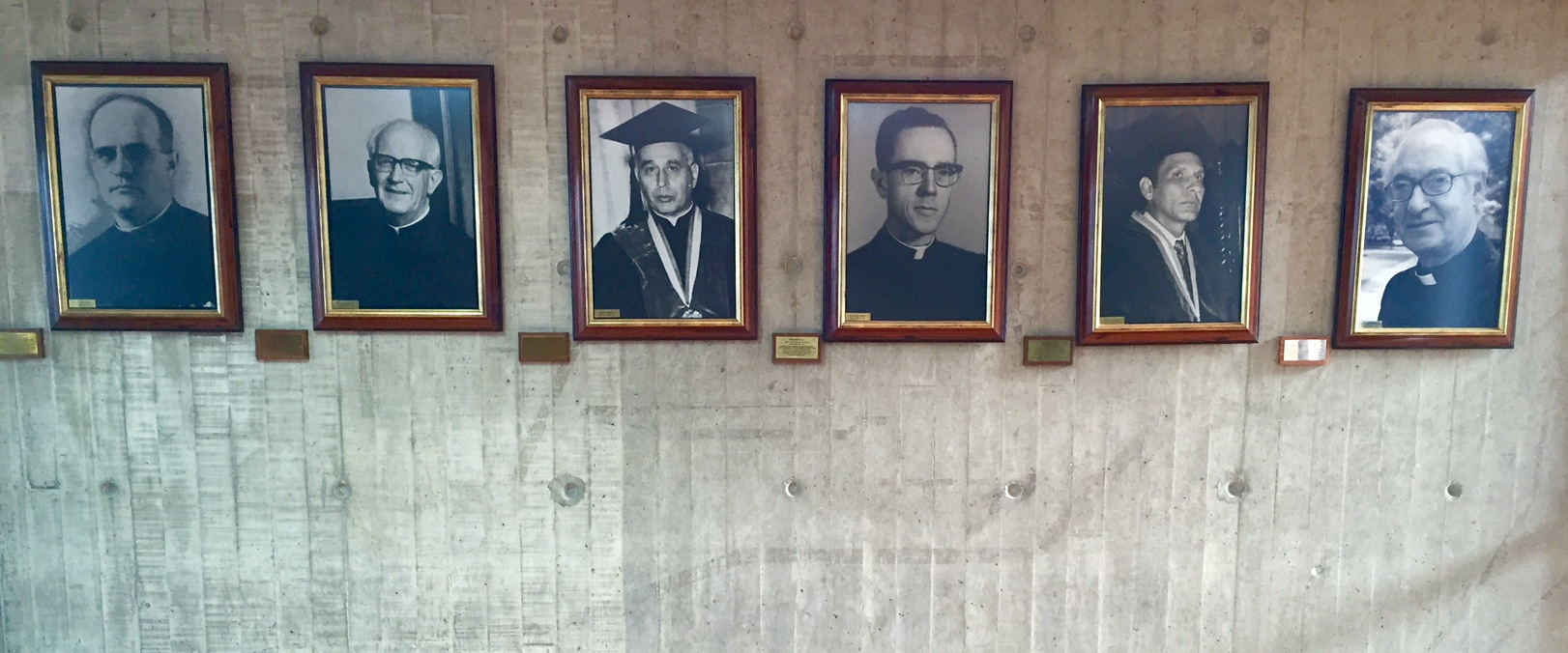
Fotos de exrectores de la UCAB.

- + R.P. Carlos Guillermo Plaza, S.J. (1953 - 1954)
- + R. P. Pedro Pablo Barnola, S.J. (1954 - 1958)
- + R.P. Carlos Reyna, S.J. (1958 - 1969)
- + Mons. Pío Bello Ricardo (1969 - 1972)
- + Dr. Guido Arnal Arroyo (1972 - 1990)
- R. P. Luis Ugalde, S.J. (1990 - 2010)
- + R.P. Francisco José Virtuoso Arrieta, S.J. (2010 - 2022)
- R. P. Arturo Peraza Celis, S.J. (2023-2027)